# Stop me (Patricia Paay)
Stop me is een single van Patricia Paay uit 1987 met Cut them down op de B-kant. Het werd geschreven door Paul Gordon en Robbie Buchanan. Het was de eerste single van Paay sinds The Star Sisters uit elkaar gingen en het werd ook haar laatste solosingle (stand 2019). In die jaren woonde ze in de Verenigde Staten en zorgde ze voor haar gezin. Het nummer is een rustige disco-ballad.

## Hitnoteringen
De single stond vijf weken in de Nationale Hitparade. Bij Veronica kwam hij niet verder dan de Tipparade.
Nationale Hitparade
| Positie: | 96 | 76 | 64 | 63 | 85 | uit |